# وزارة العمل (مصر)
وزارة العمل (القوى العاملة سابقاً) هي إحدى الوزارات المصرية، وهي المسؤولة عن التشغيل وعلاقات العمل والتدريب المهنى ورعاية القوى العاملة وإدارة السلامة والصحة المهنية وعلاقات العمل الخارجية.

## نبذة عن إنشاء الوزارة
في نوفمبر 1930 أصدر رئيس الوزراء قرارا بإنشاء مكتب العمل على أن يلحق بإدارة الأمن العام بوزارة الداخلية ثم ضمه إلى وزارة التجارة والصناعة عام 1935 ثم تحويله إلى مصلحة تابعة لها عام 1936.
أصبحت مصلحة العمل إحدى مصالح وزارة الشئون الاجتماعية عام 1939 عند إنشاء الوزارة ثم حلت محلها الإدارة العامة للعمل عام 1954 وزارة الشئون الاجتماعية ثم تعدل إلى وزارة العمل عام 1955 ثم أنشئت وزارة العمل عام 1961، ثم تم تغيير الاسم إلى وزارة القوى العاملة والهجرة المصرية، وفي 31 مايو 2023 صدر قرار رئيس مجلس الوزراء بتعديل اسم الوزارة إلى وزارة العمل.

## الجهات التابعة
- الاتحاد العام لنقابات عمال مصر
- المؤسسة الثقافية العمالية
- المؤسسة الاجتماعية العمالية
- مكاتب العمل بالداخل
- صندوق إعانات الطوارئ للعمال.[3]
- المركز القومي لدراسات السلامة والصحة المهنية وتأمين بيئة العمل
- المجلس الأعلى لتنمية القوى البشرية والتدريب
- المجلس الأعلى للحوار المجتمعي في مجال العمل
- مكاتب التمثيل العمالي بالخارج

## القرارات الوزارية الخاصة بإنشاء وتطوير الوزارة
- قرار رئيس الجمهورية رقم 71 عام 1962 بمسئوليات وتنظيم وزارة العمل.
- قرار رئيس الجمهورية رقم 1201 عام 1964 بمسئوليات وتنظيم وزارة العمل.
- قرار رئيس الجمهورية رقم 757 عام 1972 بمسئوليات وتنظيم وزارة القوى العاملة.
- قرار رئيس الجمهورية رقم 165 عام 1979 بمسئوليات وتنظيم وزارة القوى العاملة والتدريب.
- قرار رئيس الجمهورية رقم 165 عام 1996 بمسئوليات وتنظيم وزارة القوى العاملة والهجرة.[4]

## اهداف وزارة العمل (يناير 2013)
- رعاية القوى العاملة حيث تتحمل على عاتقها:

1. تنظيم الوسائل المؤدية إلى توفير الاستقرار في علاقات العمل.
2. تحقيق شروط العمل العادلة وظروفه الملائمة.
3. إجراء الدراسات التي تكفل حماية القوى العاملة من حوادث العمل وأمراض المهنة.
4. اقتراح الوسائل التي تهدف إلى الحد من هذه المخاطر.

- استخدام القوى البشرية حيث تتحمل على عاتقها :

1. رسم سياسات الاستخدام وتنظيمه في الداخل والخارج.
2. متابعة تشغيل العمالة المؤهلة.
3. تنظيم استخدام الأجانب داخل البلاد.

- رسم السياسة القومية للتدريب حيث تتحمل علي عاتقها :

1. مراجعة الخطط والبرامج المنفذة لهذه السياسة.
2. إعداد مشروعات خطط تمويل التدريب المهني.

- إجراء البحوث والدراسات الميدانية حيث تتحمل على عاتقها :

1. إعداد البحوث والدراسات التي تتم على أساسها إعداد موازنات العرض والطلب على القوى العاملة.
2. دراسة هيكل الأجور لمختلف المهن والقطاعات والأنشطة بالدولة.

- إعداد النشرات الإحصائية عن عرض القوى العاملة والطلب عليها.

1. إنشاء قاعدة للبيانات والمعلومات لسرعة اتخاذ القرار فيما يتعلق بأنشطة الرعاية والاستخدام والتدريب.
2. إنشاء وتطوير شبكة المعلومات التي تربط إدارات الديوان العام ببعضها البعض وربطها بمديريات القوى العاملة المنتشرة على صعيد محافظات مصر.

## الوزراء
- محمد جبران
- حسن شحاتة
- محمد سعفان
- جمال سرور
- ناهد العشري
- كمال أبو عيطة
- خالد الأزهري
- رفعت حسن
- فتحي فكري
- أحمد البرعي
- إسماعيل فهمي
- عائشة عبد الهادي
- أحمد العماوي

## وصلات خارجية
- الموقع الرسمي